# 新堂站杀人事件
新堂站杀人事件（韓語：신당역 살인 사건）是2022年9月14日發生在韓國首爾新堂站女卫生间的一起殺人事件。

## 事發前
2018年，韓國一位名叫全周煥的男子與一位女子同時考進首尔交通公社。全周焕在新员工培训期间第一次见到該女子。不過雙方工作地點不同。2019年11月至2021年10月期間，全周煥向該女子發送351封包括要求見面在內的Kakao Talk簡訊，該女子表示對他沒有意思也不想成為情侶。不過全周煥依舊想聯絡，甚至在廁所裡安裝鏡頭，非法對女子進行偷拍，又以這些影片威脅、恐嚇女子「出來見面」。
2021年10月7日，該女子向法院控告全周煥脅迫。警方一度逮捕全周煥，但法院駁回警方羈押申請，法院認為全周煥在首爾西大門區有固定住所，逃亡風險低，犯罪證據也已被檢方掌握，所以駁回警方羈押聲請。警方於是對該女子提供為期1個月的暫時人身保護。2021年10月13日，首爾交通公社決定對全周煥暫時停職，不過並未切斷全周煥登入公司內部網路的權限。保護令有效期間，全周煥按照規定沒有試圖接觸該女子。警方在认为无异常情况后，便终止了人身保护，也并未实施将全周煥与該女子隔离的措施。有效過後至2022年8月初，全周焕通过各種方式發簡訊多次要求与該女子会面並希望與該女子和解，該女子拒絕並要求全周煥不要再與她聯絡。後來全周煥又開始頻繁跟蹤。結果該女子於2022年年初對全周煥追加控告跟蹤。該女子還多次報警，但警方以沒有足夠證據為由拒絕羈押全周煥。2022年6月，全周煥再度因非法拍攝該女子遭到起訴。2022年8月18日，检察官要求法院判处全周焕九年有期徒刑，法院決定於2022年9月15日一審宣判。在檢察官提出判決請求的當天，全周焕決定殺死該女子。8月上旬，全周煥就前往該女子的前住所達5次，但該女子搬家，還未在內部網路上登錄新住址，所以全周煥未能找到該女子。

## 行兇
2022年9月14日下午，全周煥來到龜山站附近的該女子舊家外埋伏達數小時，甚至一度尾隨一名與該女子外表相似的路人。傍晚6點左右，全周煥來到了龜山站的服務辦公室。他向執勤站務員表示自己是首爾交通公社的員工，需要與同事聯絡，所以需要電腦使用，之後全周煥在服務辦公室員工的允許下使用電腦並登入了內部員工系統。全周煥得知該女子將會於9月14日晚間在新堂站工作。之後全周煥搭乘地鐵並在當天晚間7點45分左右來到新堂站的女廁外並埋伏超過70分鐘。晚間8點56分，該女子按照勤務規劃來到了新堂站女廁巡邏，結果全周煥尾随进入並將該女子刺傷，該女子隨即放聲尖叫並按下廁所內的緊急求救鈕。2名站务员、1名地区志愿者、1名市民前往女廁合力壓制住全周煥並將全周煥移送警方。該女子此時已心肺功能停止，最後在送醫2小時後死亡。該女子死時28歲。事發時全周煥31歲。

## 事發後
2022年9月16日，有許多民眾前往新堂站的事發女廁前獻花，並用便利貼留下文句。同日，韓國總統尹錫悅下令採取措施防止跟蹤罪行，韓國司法部亦宣佈修訂反跟蹤法計劃，允許執法機關在未經受害人同意的情況下對犯罪者提出檢控。後來有數百名身穿黑色衣服的示威者在首爾上街抗議，抨擊僱主、警察以及法院多方辜負了受害女性。
2023年1月，检方要求法院對全周焕判处死刑。法庭于2月7日對全周焕宣判。